# خروتاخاست
خروتاخاست grootegast  بلدية هولندية تقع في الشمال الشرقي للبلاد بمقاطعة خرونينجن.

## طوبوغرافيا
خريطة هولندية طوبوغرافية لبلدية خروتاخاست، يونيو 2015، (تقرأ بعد ثلاث نقرات على الخريطة)